# Min fru detektiven
Min fru detektiven är en amerikansk film från 1938 i regi av Alexander Hall.

## Handling
William Reardon som arbetat som utredare på åklagarmyndigheten öppnar eget som detektiv. Det går så dåligt att han får slå igen verksamheten, men på den sista öppna dagen dyker en klient upp. Vid tidpunkten är bara hans fru där men hon åtar sig uppdraget. Fallet blir mer komplicerat och farligt än vad hon trott.

## Rollista
- Joan Blondell - Sally Reardon
- Melvyn Douglas - William Reardon
- Mary Astor - Lola Fraser
- Frances Drake - Anne Calhoun
- Jerome Cowan - Nick Shane
- Robert Paige - Jerry Marlowe
- Thurston Hall - distriktsåklagare
- Pierre Watkin - Mr. Ketterling
- Walter Kingsford - Grigson
- Lester Mathhews - Fraser
- Rita Hayworth - Mary, sekreterare (ej krediterad)